# Esclusa Nou
Esclusa Nou és una masia situada al municipi de Navès, a la comarca catalana del Solsonès.